# Hemphill
|  | Per a altres significats, vegeu «Essex Hemphill». |

Hemphill és una població del Comtat de Sabine a l'estat de Texas (Estats Units). Segons el cens del 2000, Hemphill tenia 1.106 habitants, 467 habitatges, i 301 famílies. La densitat de població era de 179,4 habitants/km².
Dels 467 habitatges en un 27,2% hi vivien nens de menys de 18 anys, en un 45,8% hi vivien parelles casades, en un 15,6% dones solteres, i en un 35,5% no eren unitats familiars. En el 32,1% dels habitatges hi vivien persones soles el 19,5% de les quals corresponia a persones de 65 anys o més que vivien soles. El nombre mitjà de persones vivint en cada habitatge era de 2,35 i el nombre mitjà de persones que vivien en cada família era de 2,96.
Per edats la població es repartia de la següent manera: un 25,8% tenia menys de 18 anys, un 8% entre 18 i 24, un 24,2% entre 25 i 44, un 21,6% de 45 a 60 i un 20,4% 65 anys o més.
L'edat mediana era de 39 anys. Per cada 100 dones de 18 o més anys hi havia 80,8 homes.
La renda mediana per habitatge era de 25.781 $ i la renda mediana per família de 33.839 $. Els homes tenien una renda mediana de 30.000 $ mentre que les dones 20.417 $. La renda per capita de la població era de 15.674 $. Aproximadament el 14,1% de les famílies i el 20,8% de la població estaven per davall del llindar de pobresa.

## Poblacions properes
El següent diagrama mostra les poblacions més properes.